# Progradungula
Progradungula és un gènere monotípic d'aranyes araneomorfes de la família dels gradungúlids (Gradungulidae). És interessant per ser una aranya cribel·lada constructora de teranyines, que forma part d'una família "primitiva" d'araneomorfs. Això ajudat a establir que tots els araneomorfs van evolucionar d'avantpassats d'aranyes cribel·lades. Aquest gènere és endèmic en algunes zones d'Austràlia.
El nom genèric és derivat de llatí pro ("abans"), i del nom del gènere Gradungula, fent referència a que és un antic ancestre de Gradungula.

## Taxonomia
Segons el World Spider Catalog del 15 de desembre de 2018, existeixen les següents espècies:
- Progradungula carraiensis Forster & Gris, 1979 (Nova Gal·les del Sud)
- Progradungula otwayensis Milledge, 1997 (Victòria)[3]